# Films américains sortis en 1921
Listes de films américains
- 1917
- 1918
- 1919
- 1920
- 1921
- 1922
- 1923
- 1924
- 1925

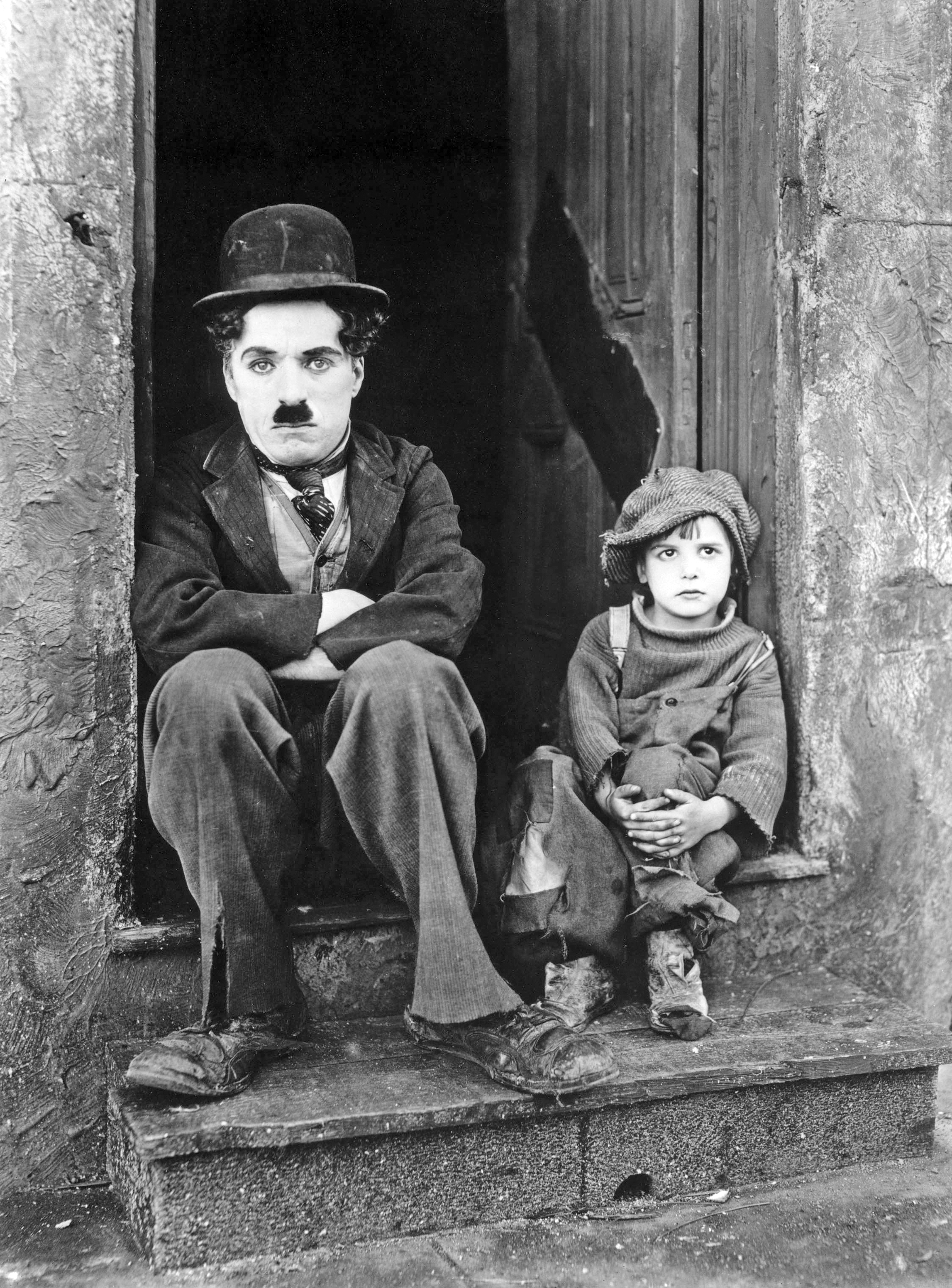
Le Kid

Liste (non exhaustive) de films américains sortis en 1921.

## A-Z (par ordre alphabétique des titres en anglais)
| Titre                                     | Réalisateur                    | Distribution                                                           | Genre                            | Notes                         |
| ----------------------------------------- | ------------------------------ | ---------------------------------------------------------------------- | -------------------------------- | ----------------------------- |
| $10,000 Under a Pillow                    | Frank Moser                    |                                                                        | Court métrage animé              |                               |
| The Ace of Hearts                         | Wallace Worsley                | Lon Chaney, Leatrice Joy, John Bowers, Hardee Kirkland, Raymond Hatton | Film dramatique, Film policier   |                               |
| Across the Divide                         | John Holloway                  |                                                                        |                                  |                               |
| Action                                    | John Ford                      | Hoot Gibson                                                            |                                  |                               |
| Adopting a Bear Cub                       | John Randolph Bray             |                                                                        |                                  |                               |
| The Adventures of Sherlock Holmes         | Maurice Elvey                  |                                                                        |                                  |                               |
| The Adventures of Tarzan                  | Robert F. Hill et Scott Sidney |                                                                        |                                  |                               |
| The Advisor                               | Jack White                     |                                                                        |                                  |                               |
| The Affairs of Anatol                     | Cecil B. DeMille               | Wallace Reid, Gloria Swanson                                           | Film dramatique                  |                               |
| Afraid of His Wife                        | Scott Sidney                   |                                                                        |                                  |                               |
| After Midnight                            | Ralph Ince                     | Ralph Ince, Zena Keefe                                                 |                                  |                               |
| After the Dough                           | Herman C. Raymaker             |                                                                        |                                  |                               |
| After the Show                            | Scott Sidney                   |                                                                        |                                  |                               |
| After Your Own Heart                      | George Marshall                | Tom Mix                                                                |                                  |                               |
| The Alarm                                 | Robert F. Hill                 |                                                                        |                                  |                               |
| Alfalfa Love                              | Fred Hibbard                   |                                                                        |                                  |                               |
| La Chasse au renard (Among Those Present) | Fred C. Newmeyer               | Harold Lloyd                                                           | Comédie                          |                               |
| Bandits Beware                            | Lee Kohlmar                    | Hoot Gibson                                                            | Western                          |                               |
| Beating the Game (en)                     |                                | Hoot Gibson                                                            |                                  |                               |
| The Blot                                  | Phillips Smalley, Lois Weber   | Claire Windsor                                                         | Mélodrame                        |                               |
| Buried Treasure                           | George D. Baker                | Marion Davies                                                          | Film d'aventure                  |                               |
| The Boat                                  | Edward F. Cline, Buster Keaton | Buster Keaton                                                          | Comédie                          |                               |
| Brewster's Millions                       | Joseph Henabery                | Fatty Arbuckle, Betty Ross Clarke                                      | Comédie                          |                               |
| Brownie's Baby Doll                       |                                | Baby Peggy                                                             |                                  |                               |
| Brownie's Little Venus                    | Fred Hibbard                   | Baby Peggy                                                             |                                  |                               |
| Bullets or Ballots                        |                                | Mary Astor                                                             |                                  |                               |
| The Cactus kid                            | Lee Kohlmar                    | Hoot Gibson                                                            | Western                          |                               |
| The Call of Youth                         | Hugh Ford                      |                                                                        |                                  |                               |
| Camille                                   | Ray C. Smallwood               | Alla Nazimova, Rudolph Valentino, Patsy Ruth Miller                    |                                  |                               |
| The Clean Up                              |                                | Baby Peggy                                                             |                                  |                               |
| The Conquering Power                      | Rex Ingram                     | Rudolph Valentino, Alice Terry                                         | Film d'amour                     |                               |
| Crossed Clues                             | William James Craft            | Hoot Gibson                                                            | Western                          |                               |
| Disraeli                                  | Henry Kolker                   | George Arliss, Florence Arliss                                         | Film biographique                |                               |
| Double Crossers                           |                                | Hoot Gibson                                                            |                                  |                               |
| The Driftin' Kid (en)                     | Albert Russell                 | Hoot Gibson                                                            | Western                          |                               |
| Every Woman's Problem                     |                                |                                                                        |                                  |                               |
| Experience                                | George Fitzmaurice             | Richard Barthelmess, Reginald Denny                                    | Film dramatique                  |                               |
| The Faith Healer                          | George Melford                 | Milton Sills, Ann Forrest, Fontaine La Rue                             | Film dramatique                  |                               |
| The Fightin' Fury                         |                                | Hoot Gibson                                                            |                                  |                               |
| The Fire Eater                            | B. Reeves Eason                | Hoot Gibson                                                            | Western                          |                               |
| Fool's Paradise                           | Cecil B. DeMille               | Conrad Nagel, Mildred Harris, Theodore Kosloff, Baby Peggy             |                                  |                               |
| Forever (en)                              | George Fitzmaurice             | Wallace Reid, Elsie Ferguson, Montagu Love                             | Romance                          |                               |
| The Four Horsemen of the Apocalypse       | Rex Ingram                     | Rudolph Valentino                                                      | Film dramatique                  |                               |
| Get-Rich-Quick Peggy                      |                                | Baby Peggy                                                             |                                  |                               |
| The Goat                                  | Buster Keaton                  | Buster Keaton, Joe Roberts                                             | Comédie                          |                               |
| God's Crucible                            |                                |                                                                        |                                  |                               |
| Golfing                                   |                                |                                                                        |                                  |                               |
| Hail the Woman                            | John Griffith Wray             | Florence Vidor                                                         | Film dramatique                  |                               |
| The Haunted House                         | Edward F. Cline, Buster Keaton | Buster Keaton                                                          | Comédie                          |                               |
| Her Circus Man                            |                                | Baby Peggy                                                             |                                  |                               |
| The High Sign                             | Edward F. Cline, Buster Keaton | Buster Keaton, Bartine Burkett                                         | Comédie, court métrage           |                               |
| Humor Risk                                | Dick Smith                     | Marx Brothers                                                          | Comédie                          | Jamais distribué              |
| I Do                                      | Hal Roach                      | Harold Lloyd                                                           | Comédie                          |                               |
| The Idle Class                            | Charles Chaplin                | Charles Chaplin                                                        |                                  |                               |
| Jim the Penman                            | Kenneth Webb                   | Lionel Barrymore                                                       | Film dramatique                  |                               |
| Kickaroo                                  |                                | Hoot Gibson                                                            |                                  |                               |
| Le Kid                                    | Charlie Chaplin                | Charlie Chaplin, Jackie Coogan                                         | Comédie dramatique               |                               |
| The Kid's Pal                             |                                | Baby Peggy                                                             |                                  |                               |
| Little Lord Fauntleroy                    | Jack Pickford                  | Mary Pickford                                                          | Comédie dramatique               |                               |
| The Lotus Eater                           | Marshall Neilan                | John Barrymore, Colleen Moore                                          | Film dramatique                  |                               |
| The Love Light                            | Frances Marion                 | Mary Pickford, Raymond Bloomer                                         | Film dramatique                  |                               |
| Love Never Dies                           | King Vidor                     | Lloyd Hughes, Madge Bellamy                                            | Film dramatique                  |                               |
| The Lucky Dog                             | Jess Robbins                   | Stan Laurel, Oliver Hardy                                              | Comédie                          | 1er film avec Laurel et Hardy |
| The Man Who Woke Up                       | Lee Kohlmar                    | Hoot Gibson                                                            | Western                          |                               |
| Manhattan                                 | Paul Strand                    |                                                                        |                                  |                               |
| Miss Lulu Bett                            | William C. deMille             | Lois Wilson, Milton Sills                                              |                                  |                               |
| The Movie Trail                           |                                | Hoot Gibson                                                            |                                  |                               |
| A Muddy Bride                             |                                | Baby Peggy                                                             |                                  |                               |
| My Boy                                    | Albert Austin                  | Jackie Coogan                                                          |                                  |                               |
| Voyage au paradis (Never Weaken)          | Fred C. Newmeyer, Sam Taylor   | Harold Lloyd                                                           | Comédie                          |                               |
| Pour l'amour de Mary                      | Fred C. Newmeyer, Hal Roach    | Harold Lloyd                                                           | Comédie                          |                               |
| The Nut                                   | Theodore Reed                  | Douglas Fairbanks, Marguerite De La Motte                              | Comédie                          |                               |
| The Offenders                             | Fenwick L. Holmes              | Margery Wilson, Percy Helton                                           |                                  |                               |
| On Account                                |                                | Baby Peggy                                                             |                                  |                               |
| On with the Show                          |                                | Baby Peggy                                                             |                                  |                               |
| Orphans of the Storm                      | D. W. Griffith                 | Lillian Gish, Dorothy Gish                                             | Mélodrame                        |                               |
| Out o' Luck                               |                                | Hoot Gibson                                                            |                                  |                               |
| Pals                                      |                                | Baby Peggy                                                             |                                  |                               |
| Passion Flower                            | Herbert Brenon                 | Norma Talmadge, Courtenay Foote                                        | Film dramatique                  |                               |
| The Playhouse                             | Edward F. Cline, Buster Keaton | Buster Keaton, Virginia Fox, Joe Roberts, Edward F. Cline              | Comédie                          |                               |
| Playmates                                 |                                | Baby Peggy                                                             |                                  |                               |
| The Queen of Sheba                        | J. Gordon Edwards              | Betty Blythe, Fritz Leiber                                             | Film dramatique                  |                               |
| Red Courage                               |                                | Hoot Gibson                                                            |                                  |                               |
| The Saddle King                           |                                | Hoot Gibson                                                            |                                  |                               |
| A Sailor-Made Man                         | Fred C. Newmeyer               | Harold Lloyd                                                           | Comédie                          |                               |
| Sea Shore Shapes                          |                                | Baby Peggy                                                             |                                  |                               |
| Sentimental Tommy                         | John S. Robertson              | Gareth Hughes                                                          |                                  |                               |
| Seven Years Bad Luck                      | Max Linder                     | Max Linder, Alta Allen                                                 | Comédie                          |                               |
| The Sheik                                 | George Melford                 | Rudolph Valentino, Agnes Ayres                                         | Film d'aventure, Film dramatique |                               |
| The Silver Lining                         | Roland West                    | Leslie Austin                                                          | Film dramatique                  |                               |
| The Sky Pilot                             | King Vidor                     | John Bowers, Colleen Moore                                             | Film dramatique                  |                               |
| Sure Fire                                 | John Ford                      | Hoot Gibson                                                            | Western                          |                               |
| Sweet Revenge                             | Edward Laemmle                 | Hoot Gibson                                                            | Western                          |                               |
| Teddy's Goat                              | Fred Hibbard                   | Baby Peggy                                                             |                                  |                               |
| Third Class Male                          |                                | Baby Peggy                                                             |                                  |                               |
| The Three Musketeers                      | Fred Niblo                     | Douglas Fairbanks                                                      | Film de cape et d'épée           |                               |
| Through the Back Door                     | Alfred E. Green                | Mary Pickford, Gertrude Astor                                          |                                  |                               |
| Tol'able David                            | Henry King                     | Richard Barthelmess                                                    | Film dramatique                  |                               |
| Wedding Bells                             | Chester Withey                 | Constance Talmadge, Harrison Ford, James Harrison                      | Comédie romantique               |                               |
| A Week Off                                |                                | Baby Peggy                                                             |                                  |                               |
| White and Unmarried (en)                  | Tom Forman                     | Thomas Meighan                                                         |                                  |                               |
| Who Was the Man?                          |                                | Hoot Gibson                                                            |                                  |                               |
| The Wild Wild West                        |                                | Hoot Gibson                                                            |                                  |                               |
| Woman's Place                             | Victor Fleming                 | Constance Talmadge, Kenneth Harlan                                     | Film dramatique                  |                               |
| The Wonderful Thing                       | Herbert Brenon                 | Norma Talmadge                                                         |                                  |                               |